# Béni Makouana
Béni Makouana (ur. 28 września 2002 w Brazzaville) – kongijski piłkarz występujący na pozycji napastnika we francuskim klubie Montpellier HSC oraz w reprezentacji Konga.